# Antitrombine
Antitrombine (AT) is, zoals de naam al zegt, een remmer van trombine-(II), het centrale enzym in de stollingscascade. Antitrombine remt niet alleen stollingsfactor-II (trombine), maar ook de stollingsfactoren-X, de stollingsfactoren van de intrinsieke stollingscascade, complementfactoren en de fibrinolyse.
Bij verlaagde niveaus van AT bestaat een risico op trombose. Een erfelijke vorm van te weinig AT is zeer zeldzaam. Verworven lage niveaus van AT kunnen ontstaan bij leverlijden, verhoogd verbruik bij nefrotisch syndroom of ernstige sepsis.
De werkzaamheid van heparine als antistollingsmiddel is gebaseerd op het feit dat de heparine de werking van het antitrombine bij het remmen van de stolling versterkt. Heparine-toediening leidt dan ook tot een verlenging van de stollingstijd (verlengde APTT).